# Regno dell'Hegiaz e del Neged
Il Regno dell'Hegiaz, del Neged e dei suoi territori annessi (in arabo مملكة الحجاز ونجد وملحقاتها‎?, Mamlakat al-Ḥijāz wa Najd wa mulḥaqātihā) fu creato dopo la conquista nel 1925 del Regno hascemita dell'Hegiaz da parte di ʿAbd al-ʿAzīz b. ʿAbd al-Raḥmān Āl Saʿūd, Sultano del Najd.

L'8 gennaio del 1926 il Sultano wahhabita fu incoronato re del Ḥijāz nella Grande Moschea di Mecca e il 27 gennaio egli mutò il suo titolo di Sultano del Najd in quello di Re del Najd.
Col trattato di Gedda, il 20 maggio 1927, il regno così creato da ʿAbd al-ʿAzīz fu riconosciuto dal Regno Unito, antico protettore della dinastia hascemita, e assunse quindi la denominazione di Regno dell'Hegiaz e del Neged.
Il 23 settembre 1932, ad esso furono aggiunte le importanti regioni di al-Hasa e di Qatif, e il Regno acquistò il nome definitivo di Regno dell'Arabia Saudita.

## Politica estera
Il Regno dell'Hegiaz e del Neged poté attuare la sua politica espansionistica, grazie agli aiuti ricevuti dal Regno Unito che, dimentico dei suoi obblighi verso la casa hascemita, perseguì una politica ispirata al più schietto pragmatismo, intessendo ottime relazioni con il nuovo regno saudita, nel cui sottosuolo era ormai stata acclarata l'immensa disponibilità di idrocarburi.
Nel 1926 il Regno fu riconosciuto anche dall'URSS (non meno pragmatico di Londra) e nel 1931 dagli Stati Uniti. Fin dal 1932, il Regno Unito, l'URSS, la Turchia, la Persia pahlavide e i Paesi Bassi organizzarono loro legazioni a Gedda (essendo rigorosamente vietato ai non musulmani risiedere nella città santa di Mecca), mentre la Francia, il Regno d'Italia e il Regno d'Egitto mantennero loro consolati, a livello del tutto ufficioso.

## Bandiere del Neged e dell'Hegiaz

Bandiera del Neged (1926 - 22-9-1932)
Bandiera dell'Hegiaz (18-1-1926 - 22-9-1932)